# Arechis II

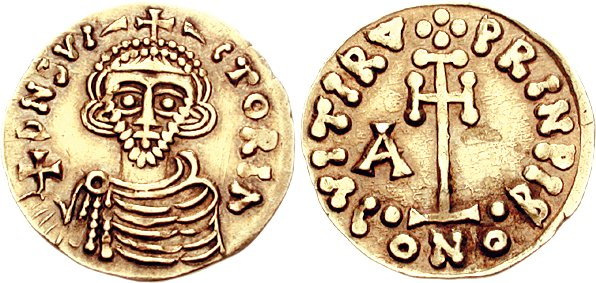
Złota moneta (tremissis) z wizerunkiem Arechisa II

Arechis II (? – 787) – hrabia Benewentu w latach 758–774. W roku 774 uzyskał tytuł księcia, zostając pierwszym księciem Benewentu.
Za swego panowania rozszerzył terytorium księstwa Benewentu do największych historycznie rozmiarów, obejmowało ono większość terenów południowych Włoch, Półwysep Salentyński oraz Kalabrię.
Jego śmierć w 787 roku zapoczątkowała jednak rozpad księstwa. Władzę przejął jego syn Grimoald.